# Battaglia di San Pietro
La battaglia di San Pietro o battaglia della Crocetta o battaglia di Parma fu una battaglia combattuta il 29 giugno 1734, tra franco-piemontesi e austriaci, come parte della Guerra di successione polacca, in località Crocetta di Valera, a pochissima distanza dalla città di Parma.

## Antefatti

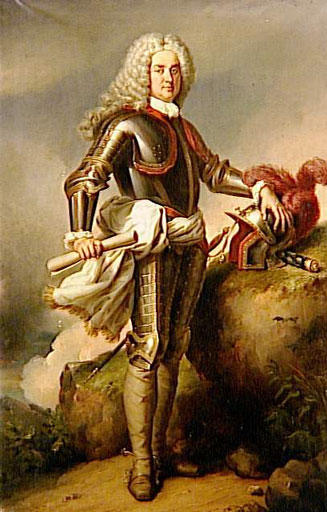
François de Franquetot de Coigny

I franco-piemontesi marciarono su Milano nel 1733 e occuparono la Lombardia senza perdite significative. Dopo la conquista di Tortona nel febbraio 1734, la brutta stagione rallentò le operazioni militari e l'esercito si accampò per l'inverno.
Quando l'ottantunenne maresciallo Claude Louis Hector de Villars morì il 17 giugno 1734, il comando delle truppe francesi in Italia fu assunto dai generali de Broglie e Coigny, che furono promossi marescialli. Le truppe piemontesi erano comandate dal re Carlo Emanuele III di Savoia.
Gli austriaci erano sotto il comando di un altro duo, il maresciallo Claudio Florimondo di Mercy e Federico Luigi di Württemberg-Winnental. I preparativi per la battaglia furono molto lenti, a causa delle divergenze di opinione tra i due comandanti. Gli austriaci finalmente si spostarono verso Parma, attraversando il fiume Po il 2 maggio con due ponti improvvisati a Portole e Monte di San Benedetto. I francesi presero posizione all'altezza di Sacca di Colorno, a nord di Parma. Il 25 maggio gli austriaci cercarono di rompere questa linea nella battaglia di Colorno, riuscendo a conquistare temporaneamente il paese il 3 giugno, per poi essere nuovamente ricacciati dagli eserciti franco-sardi solo due giorni dopo.
Poco dopo, all'età di 68 anni, il maresciallo di Mercy ebbe un colpo apoplettico, che lo privò per qualche tempo della vista e della parola. Egli trasferì temporaneamente il comando al principe di Wurttemberg e le operazioni si fermarono. Maggio e giugno trascorsero solo con occasionali incursioni da entrambe le parti.

## La battaglia
Il 29 giugno cinquantadue compagnie francesi di fanteria, guidate dal de Broglie, si mossero verso Parma. Si fermarono alle 7 del mattino in località Crocetta, poco a ovest e sotto le mura della città, a breve distanza da porta Santa Croce. Qui l'esercito formò quattro linee: tre francesi e una piemontese.
Il conte di Mercy attraversò il fiume Taro a capo dell'avanguardia militare austriaca verso le 10 del mattino, aprendo il fuoco sulle truppe francesi che retrocessero. In questo frangente de Mercy ordinò al principe di Wurttemberg di attaccare senza indugio. Il principe obiettò che doveva attraversare con più truppe il fiume e allinearle. De Mercy rispose: «Fate ciò che volete, io lo farò a modo mio». E condusse egli stesso l'attacco.
All'una del pomeriggio i francesi furono respinti, ma de Mercy venne ucciso, creando grande confusione tra gli austriaci. Il combattimento, molto duro da entrambe le parti, fu particolarmente accanito da mezzogiorno fino alle 19, per poi decisamente affievolirsi fra le 19 e le 21. A quel punto gli austriaci si ritirarono lasciando dietro di loro molti feriti. La battaglia fu considerata terminata a mezzanotte.
Gli austriaci si rifugiarono nell'odierna provincia di Reggio Emilia. Il principe di Wurttenberg trovò riparo nel castello di Montechiarugolo, dove scrisse una relazione della battaglia per l'imperatore, accusando del fallimento il maresciallo de Mercy, a causa di quella che egli considerava sconsideratezza da parte del defunto comandante.
La battaglia fu testimoniata dal drammaturgo veneziano Carlo Goldoni, che, in viaggio per raggiungere la madre a Modena, si trovava in quei giorni proprio a Parma. Nelle sue Mémoires egli scrisse:
Lo spione fu impiccato sul fatto, e l'esercito si mise in marcia raddoppiando il passo. La strada era angusta e la cavalleria non poteva avanzare; la fanteria però caricò sì vigorosamente il nemico, che lo sforzò a retrocedere: ed ecco il momento in cui lo spavento dei Parmigiani si convertì in giubilo. Tutti correvano allora sulle mura della città, e io pure vi accorsi. Non si poteva vedere una battaglia più da vicino; il fumo impediva di ben distinguere gli oggetti, ma era sempre un colpo d'occhio rarissimo, che ben pochi possono darsi il vanto d'aver goduto. Il fuoco continuo durò nove ore senza interruzione, e finalmente la notte separò i due eserciti: i Tedeschi si dispersero nelle montagne di Reggio, e gli alleati restarono padroni del campo di battaglia. Il giorno dopo vidi condurre a Parma sopra una lettiga il maresciallo di Mercy, ucciso nel calor della battaglia. Fu imbalsamato e mandato in Germania, o così fu fatto al principe di Wittenberg, che aveva incontrato la stessa sorte. Il dì seguente però, a mezzogiorno, si offrì agli occhi miei uno spettacolo molto più orribile e disgustoso. Lo formavano i cadaveri, ch'erano stati spogliati nella notte e si facevano ascendere a venticinquemila, tutti nudi e ammonticchiati. Si vedevano ovunque gambe, braccia, crani e sangue. Che eccidio!
Attesa la difficoltà di sotterrare tutti questi corpi trucidati, i Parmigiani temevano un'infezione dell'aria; ma la Repubblica di Venezia, che è quasi limitrofa ai domini parmigiani, e interessata perciò a garantire la salubrità dell'aria, spedì calcina in grande abbondanza, al fine di sgombrare dalla superficie della terra tutti i cadaveri.»
(Carlo Goldoni, Memorie per l'istoria della sua vita e del suo teatro : rivedute e corrette, 1788)

## Conseguenze
Gli austriaci contarono 6172 tra morti e feriti, tra i quali il maresciallo de Mercy e 6 generali; ci fu anche un gran numero di disertori. I francesi ebbero 1141 soldati morti e 2305 feriti, oltre a 104 ufficiali morti e 452 feriti. I piemontesi, secondo un documento della Biblioteca Reale di Torino, ebbero 75 morti e 324 feriti, tra cui 12 ufficiali morti e 41 feriti.
Gli austriaci lasciarono il campo di battaglia. Gli alleati franco-piemontesi controllarono il territorio fino al fiume Secchia, comprese le città di Guastalla, Reggio Emilia e Modena, da cui il duca di Modena Rinaldo d'Este fu costretto a fuggire per rifugiarsi a Bologna. Ciò nonostante la battaglia non è considerata una grande vittoria degli eserciti alleati, che si riunirono nuovamente il 19 settembre 1734, per scontrarsi contro gli austriaci nella battaglia di Guastalla.

Nel 1737, tre anni dopo questi avvenimenti, il nobile scozzese Alexander Dick annotò nel suo diario: 
Il corpo del Reggimento guardie si distinse particolarmente durante il combattimento: nel 1954 fu posta una lapide nel luogo della battaglia per ricordare il sacrificio dei suoi uomini.